# Formula 2 inglese 1994
La stagione 1994 della F2 inglese (1994 Venson British F2 Championship) fu corsa su 7 gran premi e fu la sesta della serie. Pur definitiva come Formula 2, impiegava vetture di Formula 3000. Fu vinta da José Luis Di Palma della scuderia Madgwick International su Reynard 95D-Cosworth.

## Piloti e team
| Team                   | Telaio               | Numero | Pilota               | Gare     |
| ---------------------- | -------------------- | ------ | -------------------- | -------- |
| Madgwick International | Reynard 95D-Cosworth | 1      | José Luis Di Palma   | Tutte    |
| Apache Racing          | Reynard 93D-Cosworth | 4      | Dominic Chappell     | Tutte    |
| Apache Racing          | Reynard 92D-Cosworth | 5      | Phil Andrews         | Tutte    |
| AIM Motorsport         | Reynard 91D-Mugen    | 6      | Andreas Halkiopoulos | 1-2, 4,7 |
| McNeil Racing          | Lola T93/50-Judd     | 7      | Robbie Stirling      | 1-3, 5-7 |
| David Mercer           | Reynard 91D-Cosworth | 8      | David Mercer         | 3,5,7    |
| Vortex Motorsport      | Reynard 93D-Cosworth | 18/19  | Kris Nissen          | 7        |
| Vortex Motorsport      | Reynard 93D-Cosworth | 18     | Allard Kalff         |          |
| Vortex Motorsport      | Reynard 93D-Cosworth | 19     | Hans Fertl           |          |
| Durango                | Reynard 93D-Cosworth | 30     | Gareth Rees          | 6        |
| Durango                | Reynard 93D-Cosworth | 30/31  | Christian Pescatori  | 7        |
| Durango                | Reynard 93D-Cosworth | 30/31  | Philipp Peter        | 7        |
| Durango                | Reynard 93D-Cosworth | 31     | Luca Riccitelli      | 6        |
| Durango                | Reynard 93D-Cosworth | 32     | Vito Popolizio       | 6-7      |
| Cobra Motorsport       | Reynard 90D-Cosworth |        | Richard Dean         | 4        |
| Fred Goddard Racing    | Reynard 91D-Cosworth |        | Pekka Herva          | 2-3,5    |
| Fred Goddard Racing    | Reynard 90D-Cosworth |        | Gianfranco Cane      | 4        |
| Monnighoff             | Reynard 93D-Cosworth |        | Klaus Panchryz       | 4        |
| Monnighoff             | Reynard 92D-Cosworth |        | James Taylor         | 4        |
| Nordic Omegaland       | Lola T94/50-Cosworth |        | Stephen Watson       | 7        |
| Team Worswick          | Reynard 92D-Cosworth |        | Tom Worswick         | 3        |
| Weylock Racing         | Reynard 91D-Cosworth |        | Nicle Blom           | 1        |
| Weylock Racing         | Reynard 91D-Cosworth |        | Franck Freon         | 4        |
|                        | Reynard 92D-Cosworth |        | Anbar Ebrahim        | 7        |
|                        | Reynard 92D-Cosworth |        | Steve Arnold         | 7        |

## Risultati e classifiche

### Risultati
| Gara | Luogo          | Data         | Giri | Lunghezza | Tempo | Pole Position | GPV | Vincitore |
| ---- | -------------- | ------------ | --- | --- | --- | --- | --- | --- |
|      | Oulton         | 1º aprile    | cancellata per lo scarso numero di partecipanti                                                                                   | cancellata per lo scarso numero di partecipanti                                                                                   | cancellata per lo scarso numero di partecipanti                                                                                   | cancellata per lo scarso numero di partecipanti                                                                                   | cancellata per lo scarso numero di partecipanti                                                                                   | cancellata per lo scarso numero di partecipanti                                                                                   |
|      | Thruxton       | 2 maggio     | cancellata per lo scarso numero di partecipanti dovuta alla concomitanza con la gara di Formula 3000 Internazionale a Silverstone | cancellata per lo scarso numero di partecipanti dovuta alla concomitanza con la gara di Formula 3000 Internazionale a Silverstone | cancellata per lo scarso numero di partecipanti dovuta alla concomitanza con la gara di Formula 3000 Internazionale a Silverstone | cancellata per lo scarso numero di partecipanti dovuta alla concomitanza con la gara di Formula 3000 Internazionale a Silverstone | cancellata per lo scarso numero di partecipanti dovuta alla concomitanza con la gara di Formula 3000 Internazionale a Silverstone | cancellata per lo scarso numero di partecipanti dovuta alla concomitanza con la gara di Formula 3000 Internazionale a Silverstone |
| 1    | Brands Hatch   | 30 maggio    | 40 | | 27:48.59 | José Luis Di Palma | | Phil Andrews |
| 2    | Silverstone    | 4 giugno     | 30 | | 34:26.57 | Phil Andrews | | José Luis Di Palma |
| 3    | Oulton         | 11 giugno    | 25 | | 37:01.41 | Phil Andrews | | Phil Andrews |
| 4    | Halifax        | 10 luglio    | 60 | | 57:02.88 | Franck Feon | | Gianfranco Cane |
| 5    | Snetterton     | 7 agosto     | 22 | | 22:24.78 | José Luis Di Palma | José Luis Di Palma | José Luis Di Palma |
|      | Brands Hatch   | 18 settembre | cancellata per lo scarso numero di partecipanti                                                                                   | cancellata per lo scarso numero di partecipanti                                                                                   | cancellata per lo scarso numero di partecipanti                                                                                   | cancellata per lo scarso numero di partecipanti                                                                                   | cancellata per lo scarso numero di partecipanti                                                                                   | cancellata per lo scarso numero di partecipanti                                                                                   |
| 6    | Snetterton     | 16 ottobre   | 24 | | 24:32.30 | Gareth Rees | Gareth Rees | Gareth Rees |
| 7    | Donington Park | 30 ottobre   | 25 | | 28:37.92 | Christian Pescatori | Phil Andrews | Christian Pescatori |

### Classifica Piloti
- I punti vengono assegnati secondo lo schema seguente:

| Risultato | 1 | 2 | 3 | 4 | 5 | 6 |
| --------- | - | - | - | - | - | - |
| Punti     | 9 | 6 | 5 | 3 | 2 | 1 |

| Pos | Pilota               | BRH | SIL | OUL | HAL | SNE | SNE | DON | Punti |
| --- | -------------------- | --- | --- | --- | --- | --- | --- | --- | ----- |
| 1   | José Luis Di Palma   | Rit | 1   | 2   | 3   | 1   | 4   | 4   | 36    |
| 2   | Phil Andrews         | 1   | 2   | 1   | NP  | 2   | NP  | Rit | 30    |
| 3   | Dominic Chappell     | 2   | Rit | 3   | 4   | 4   | 2   | Rit | 23    |
| 4   | Robbie Stirling      | SQ1 | Rit | 4   |     | 3   | 3   | 5   | 11    |
| 5   | Andreas Halkiopoulos | 3   | 4   |     | 6   |     |     | Rit | 10    |
| 6   | Gianfranco Cane      |     |     |     | 1   |     |     |     | 9     |
| 6   | Gareth Rees          |     |     |     |     |     | 1   |     | 9     |
| 6   | Christian Pescatori  |     |     |     |     |     |     | 1   | 9     |
| 9   | Klaus Pachryz        |     |     |     | 2   |     |     |     | 6     |
| 9   | Philipp Peter        |     |     |     |     |     |     | 2   | 6     |
| 11  | Pekka Herva          |     | 3   | NP  |     | Rit |     |     | 4     |
| 11  | Kris Nissen          |     |     |     |     |     |     | 3   | 4     |
| 13  | David Mercer         |     |     | 5   |     | 5   |     | 9   | 4     |
| 14  | James Taylor         |     |     |     | 5   |     |     |     | 2     |
| 14  | Luca Riccitelli      |     |     |     |     |     | 5   |     | 2     |
| 16  | Vito Popolizio       |     |     |     |     |     | 6   | 7   | 1     |
| 16  | Stephen Watson       |     |     |     |     |     |     | 6   | 1     |
| 18  | Anbar Ebrahim        |     |     |     |     |     |     | 8   | 0     |
|     | Tony Worswick        |     |     | Rit |     |     |     |     | -     |
|     | Richard Dean         |     |     |     | Rit |     |     |     | -     |
|     | Franck Freon         |     |     |     | Rit |     |     |     | -     |
|     | Hans Fertl           |     |     |     |     |     | Rit |     | -     |
|     | Steve Arnold         |     |     |     |     |     |     | Rit | -     |
|     | Nicle Blom           | NP  |     |     |     |     |     |     | -     |
| Pos | Pilota               | BRH | SIL | OUL | HAL | SNE | SNE | DON | Punti |

| Colore  | Risultato             |
| ------- | --------------------- |
| Oro     | Vincitore             |
| Argento | 2º posto              |
| Bronzo  | 3º posto              |
| Verde   | Finito a punti        |
| Blu     | Finito senza punti    |
| Viola   | Ritirato (Rit)        |
| Viola   | Non classificato (NC) |
| Rosso   | Non qualificato (NQ)  |
| Nero    | Squalificato (SQ)     |
| Bianco  | Non partito (NP)      |
| Bianco  | Non ha gareggiato     |
| Bianco  | Infortunato (INF)     |
| Bianco  | Escluso (ES)          |
| Bianco  | Gara cancellata (C)   |

1 Robbie Stirling squalificato per aiuto esterno